# Miguel Sussini
Miguel Sussini (Alvear, 28 de septiembre de 1876-ibídem, 1966) fue un político y médico argentino. Fue elegido Diputado Nacional por la provincia de Corrientes en 1924, y como tal, se desempeñó como Presidente de la Cámara de Diputados de la Nación entre 1926 y 1928. Fue además, vicepresidente de la Unión Cívica Radical y después adhirió a la Unión Cívica Radical Antipersonalista.

## Carrera
Nació en un importante familia en Alvear. Estudió Medicina en la Universidad de Buenos Aires, donde tras su graduación fue docente y se especializó en cirugía. Realizó operaciones de complejidad que le valieron el reconocimiento nacional, como la extracción de una bala del corazón y la primera cirugía a corazón abierto en el país.
En 1919 fue candidato a Gobernador de Corrientes. Marcelo T. de Alvear lo designó como Director Nacional de Higiene, antecedente del Ministerio de Salud de la Nación. Durante su gestión se creó el leprosario de la isla del Cerrito, en la provincia del Chaco.
Tras retirarse de la función pública regresó a su pueblo natal, Alvear. Su hijo, también llamado Miguel, fue ministro de Justicia y Educación de la Argentina durante la presidencia de Arturo Frondizi.